# 林地開発許可制度
林地開発許可制度（りんちかいはつきょかせいど）とは、森林法第10条の2に定められている日本における森林の開発規制である。民有林において一定規模以上の森林を伐採や掘削しようとする場合には開発者と都道府県の担当者の間で開発計画を事前に協議し、都道府県知事名での許可を得なければならないという点は全国共通である。ただし、自治事務のため詳細は都道府県の条例によって定められ地域によって微妙に異なる場合がある。

## 概要
この許可制度の対象は森林法第5条で定められた地域森林計画を立てた民有林（いわゆる5条森林）である。ただし、民有林であっても森林法25条で定められた各種の保安林や海岸法で定める海岸林といった特別な森林はこの許可制度よりさらに厳しい規制が行われるので対象から除外される。協議の対象となる規模については森林法第10条の2には記載がないが、すべての都道府県で1haを超える場合と定義している。一方で、1ha以下の開発（転用）を行う場合には、当該制度の対象外とされるが、別途管轄市町村への届出（伐採及び伐採後の造林の届出）が必要である。なお、道路開設を主たる工種とする場合は待避所や曲線部を除いた区域において幅員3m以内であれば合計開発面積が1haを超えても許可を不要とし、林野庁が掲げる林道や林内作業道拡充政策のために制限を緩和している。
1974年（昭和49年）から2011年（平成23年）までの40年弱の集計で許可申請の目的で多いのは土石の採取場（採石場）と農地造成が最も多く、次いで工場用地（発電所を含む）造成、住宅地造成、ゴルフ場造成であった。同じ期間における開発面積ではゴルフ場が最も多く次いで採石場と農地であった。ゴルフ場造成は1980年代から90年代前半までは盛んだったが、バブル崩壊とともに急減しており2000年代以降はほとんどない。一方で大きく伸びているのが工場用地である。これは2011年3月に発生した福島第一原子力発電所事故によって脱原発・クリーンエネルギーへの転換が注目されたこともあり、特に伸びているのは太陽光発電の発電所である。
対象は民有地であり、所有者から立入りを拒否されれば開発面積を測量することができないことから、かつては検挙できない事例もあったが、現在では空中写真、GPSなどを利用し、面積を特定することも可能となっている。
野外における廃棄物の不法投棄など、証拠固めに時間を要する事件を立件する際に、林地開発許可違反で家宅捜索等を行い、足がかりを掴むことも多い。

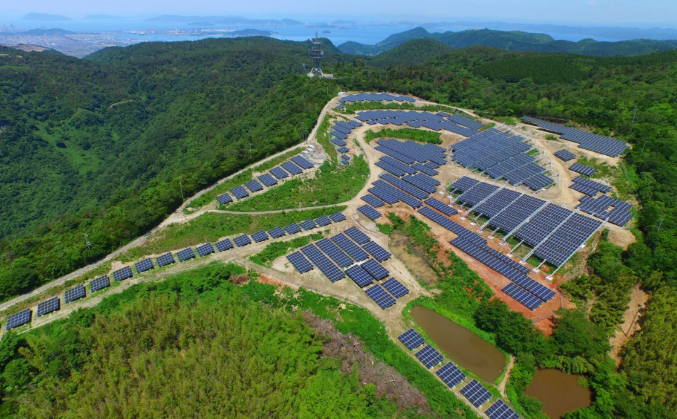
森林を伐採して作られた太陽光発電所
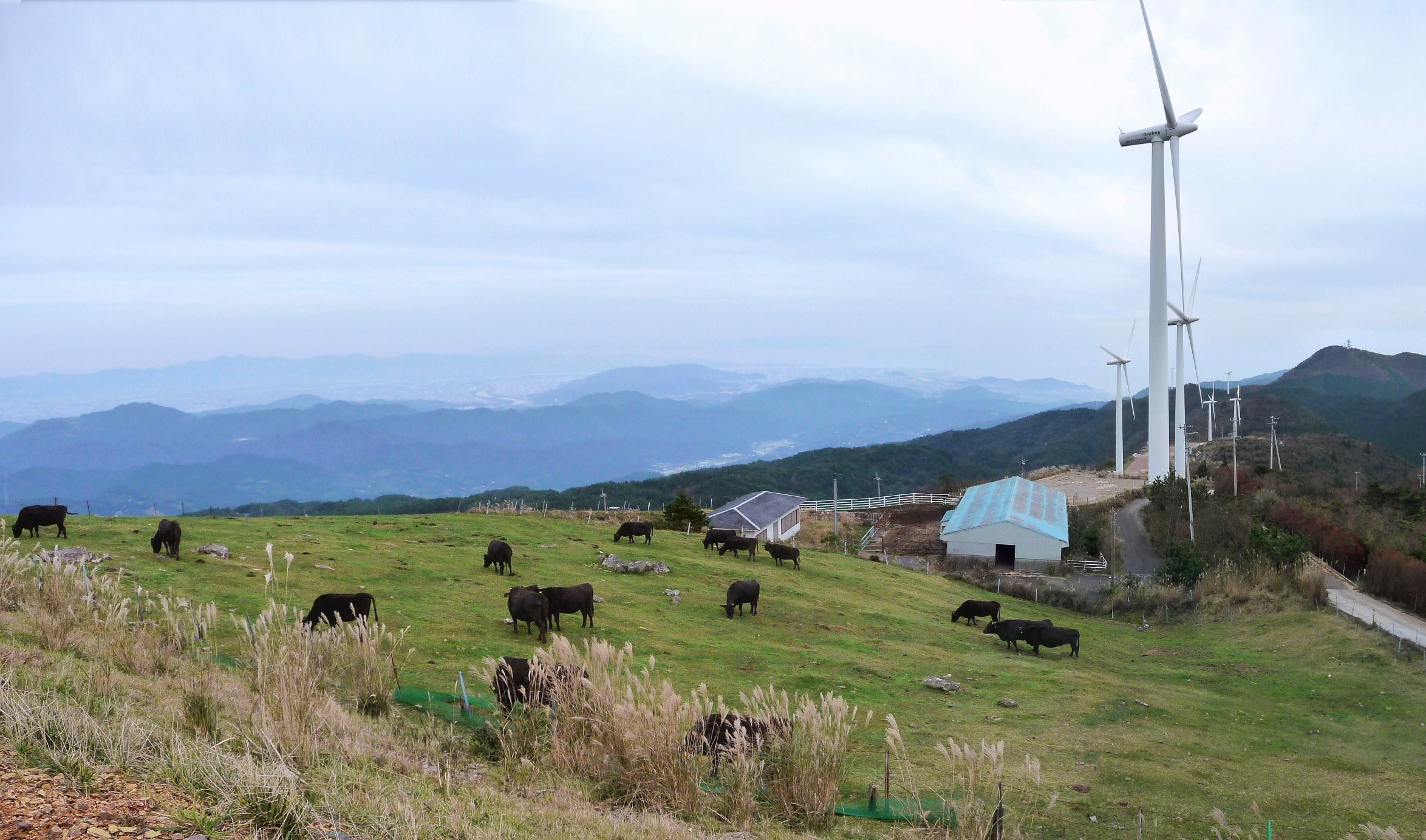
風力発電も森林を伐採して作られることが多い

## 手続きの流れ
窓口となる部署は都道府県の林業関係の部署であるが、所属する課や係は自治体によって異なる。開発業者が提出した設計書の協議と指導があることから、治山事業や林道事業などで土木工事に精通した部署が担当していることが多い。

## 類似の法律や制度

### 日本におけるもの
国土保全のための開発規制
- 森林法と保安林（保安施設地区を含む）

森林法25条に定める保安林、もしくはまだ森林にはなっていないが治山事業で荒廃地を森林に復旧中の保安施設地区（同41条）においては、森林が持つ水源維持、土砂災害・雪崩・風害などの発生防止や被害の緩和、健康増進などの公益的機能を重視する観点から規制がより厳しくなる。木材生産を含めた樹木の伐採や土地の掘削などの開発行為には制限がかかり、対象が1haに満たない小面積であっても都道県担当者との事前協議が必要になる。保安林は土地の地番で指定され、各種の情報をまとめた保安林台帳は民有林・国有林問わず都道府県が管理している。

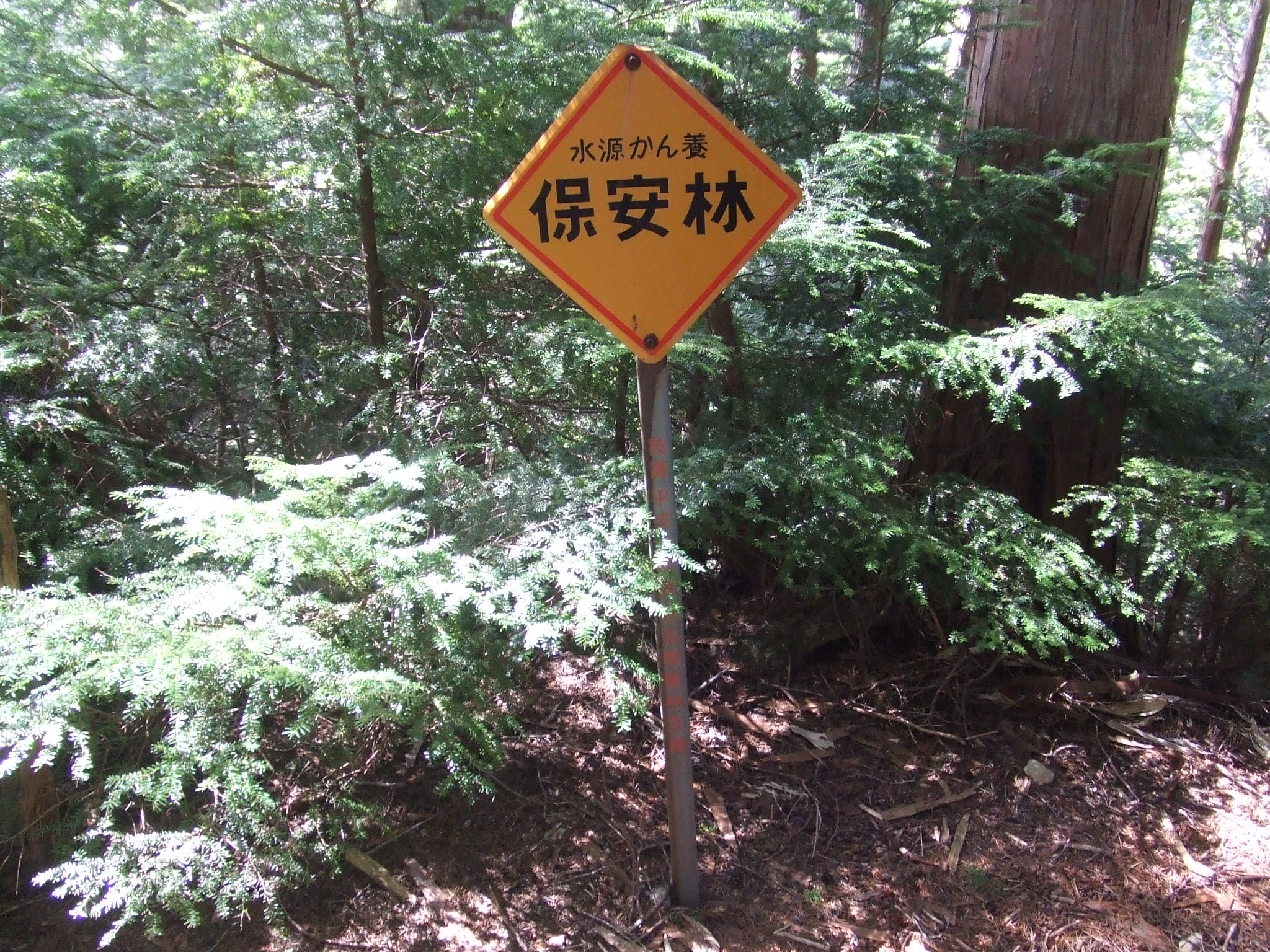
保安林標識
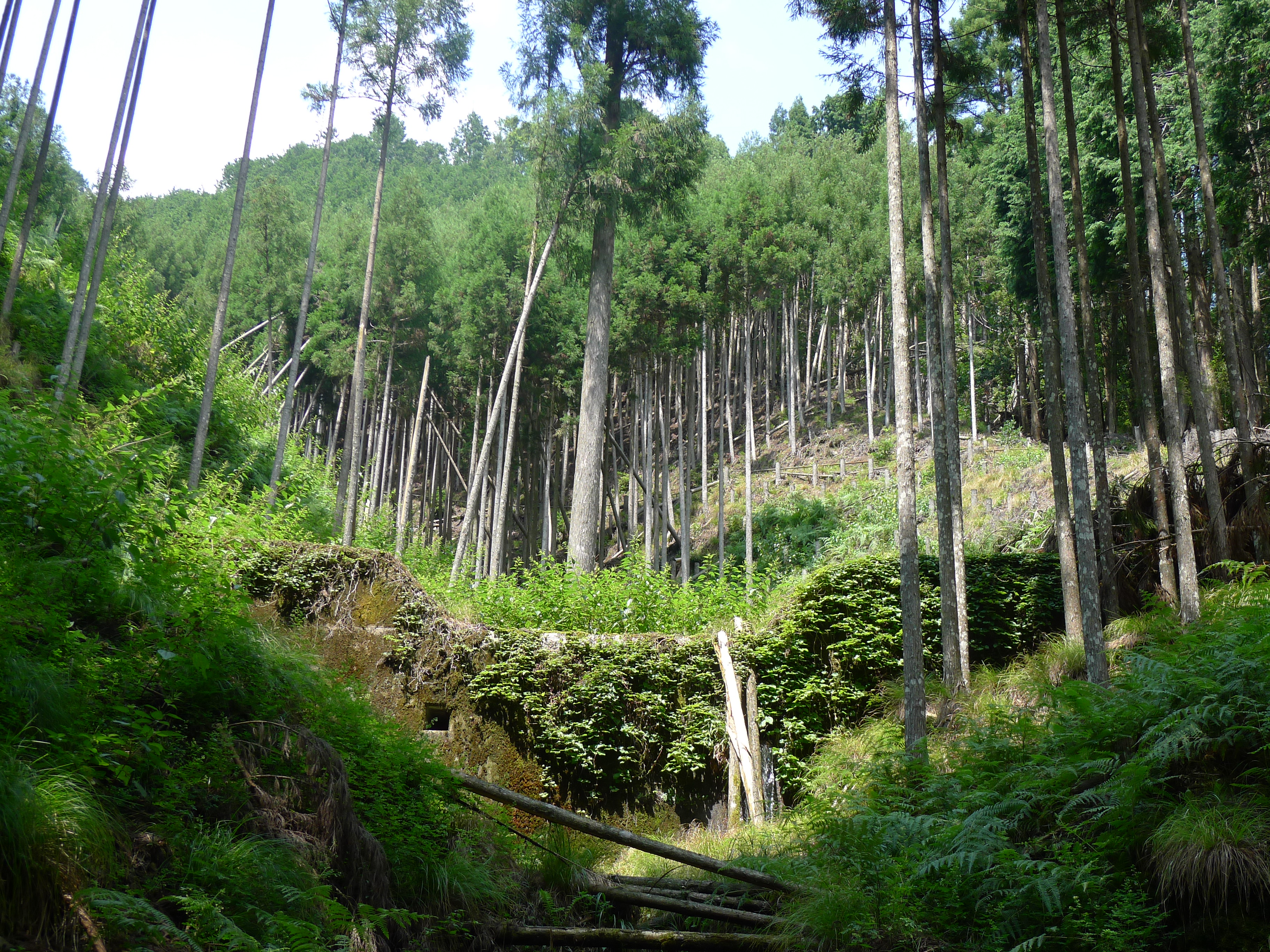
荒廃森林を復旧する砂防ダム（治山ダム、京都府）
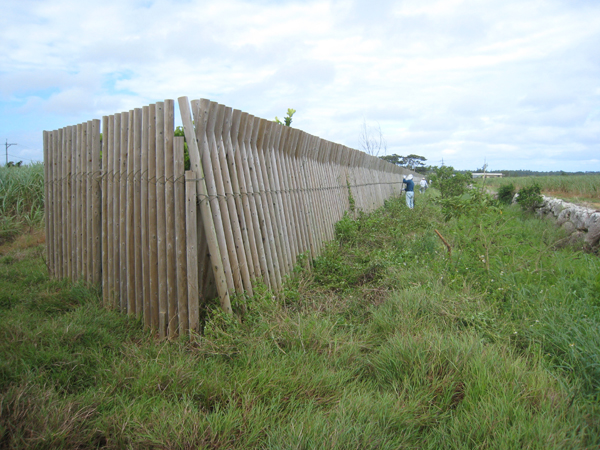
防風柵を施工して海岸林を復旧している現場（沖縄県）
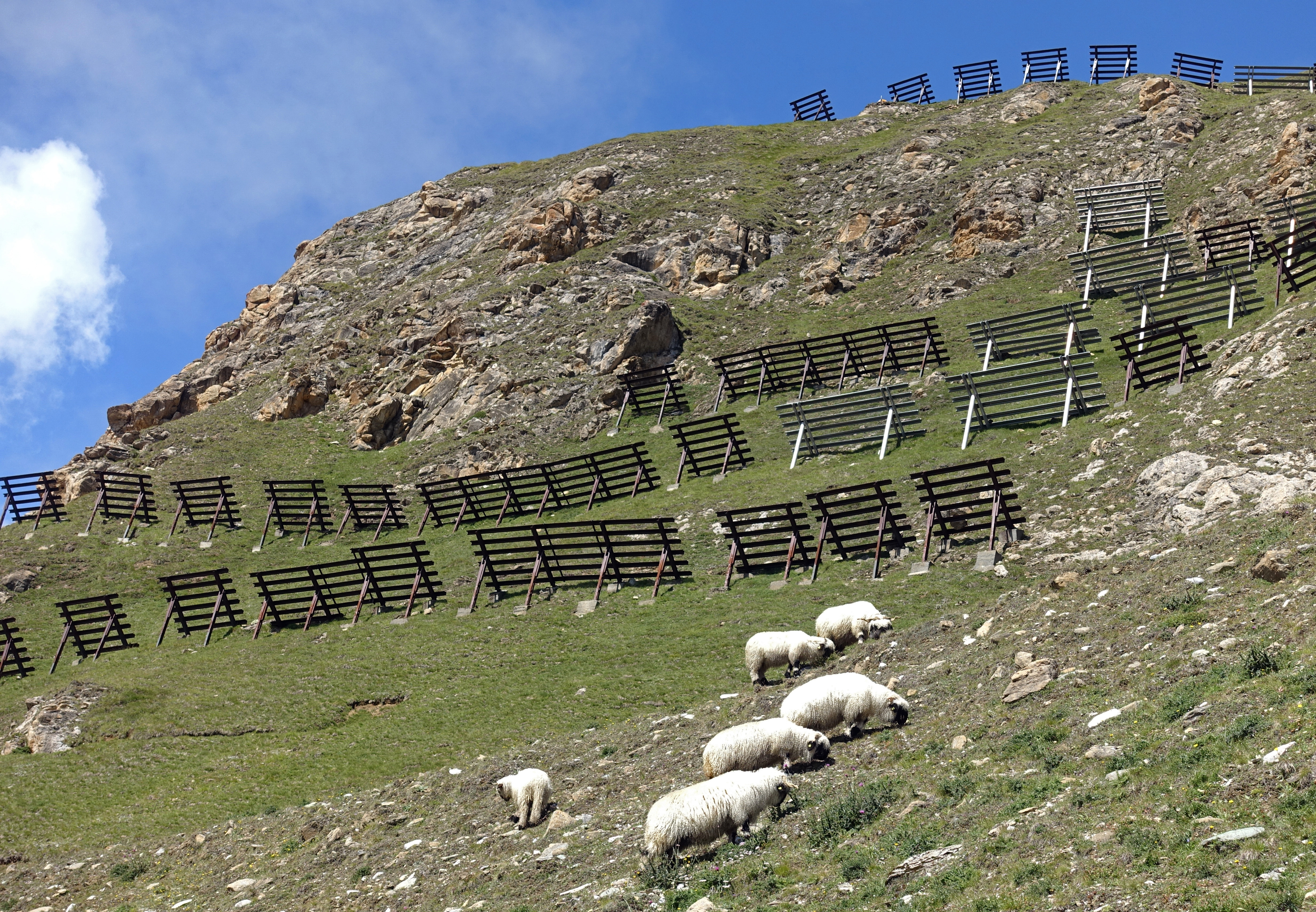
斜面に設けられた多数の雪崩防止柵（スイス）
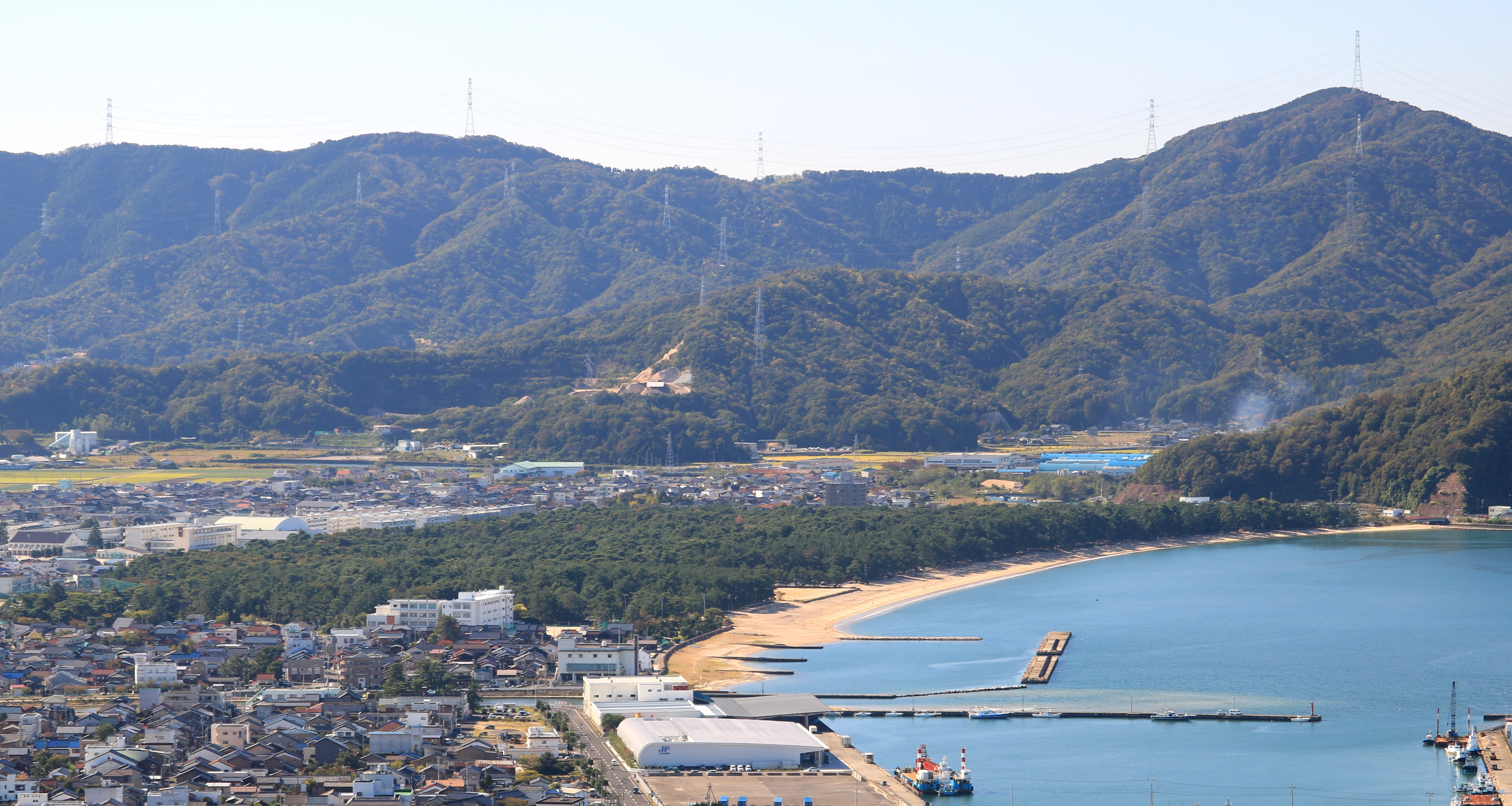
防風・高潮・飛砂防備などを目的に造成される海岸林（福井県気比松原）

- 砂防三法とその指定地

砂防三法は砂防法、地すべり等防止法、急傾斜地の崩壊による災害の防止に関する法律の3つの法律を指す。三法によって定められた指定地はそれぞれ砂防指定地、地すべり防止区域、急傾斜地崩壊危険区域を指す。いずれも国土保全などを目的とした法律で、砂災害の危険性のある地域における無秩序な開発を規制している。管轄は国土交通省および都道府県や市町村の土木系の部署。必要に応じて構造物を作る点も森林法の保安林同様で、土石流の危険のある砂防ダム、地すべり斜面に集水井やアンカー工、急傾斜地に土留工や法枠工といった構造物を作る根拠の法律として扱われる。また、これらの部署でも砂防林や防雪林として森林造成をする場合も多く狭義の保安林との区別は紛らわしいものとなっている。

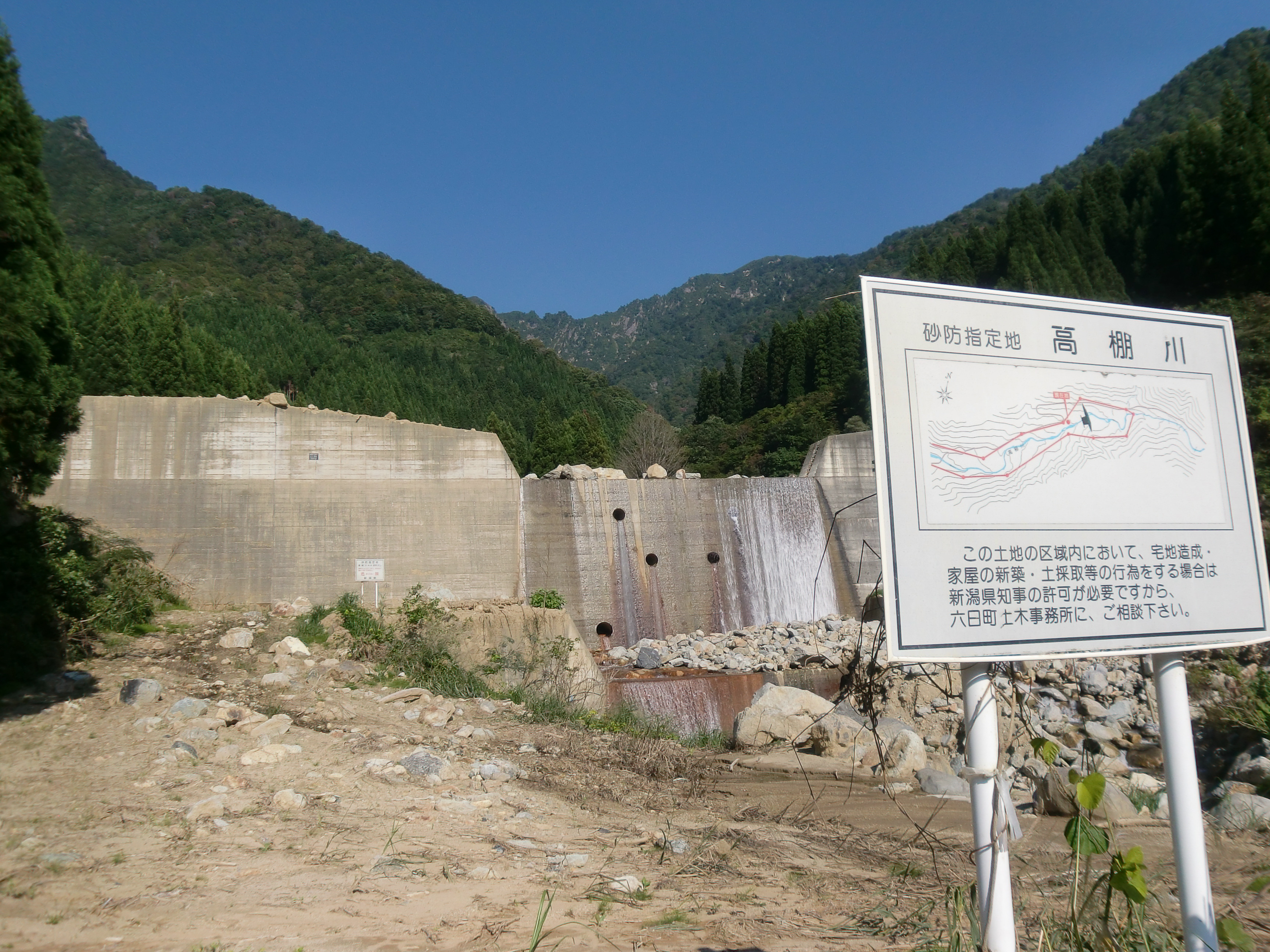
砂防事業で作られた砂防ダム。砂防指定地を示す看板には県の土木事務所の文字が見える（新潟県）
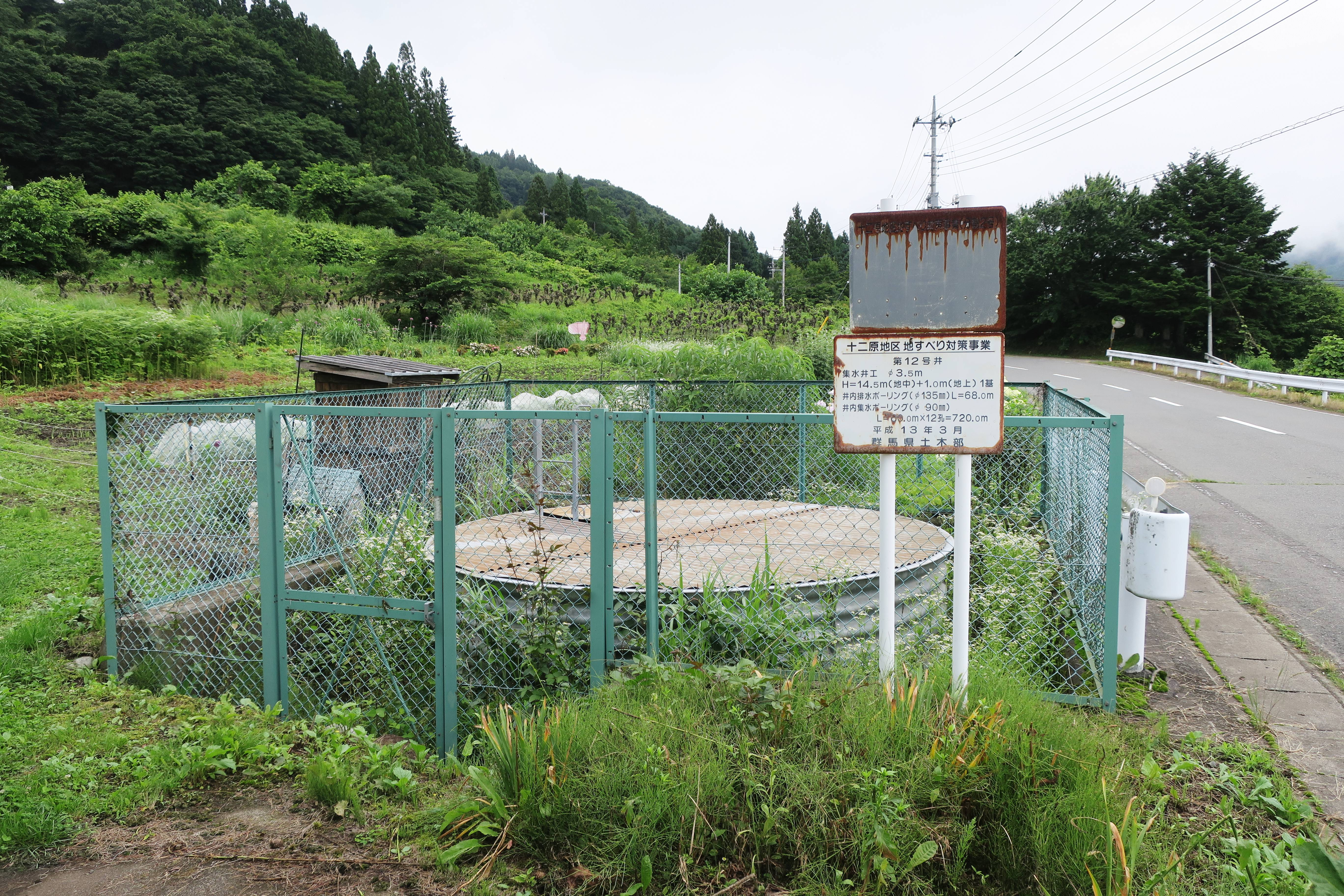
地すべり斜面における地下水排水促進のための集水井（群馬県）
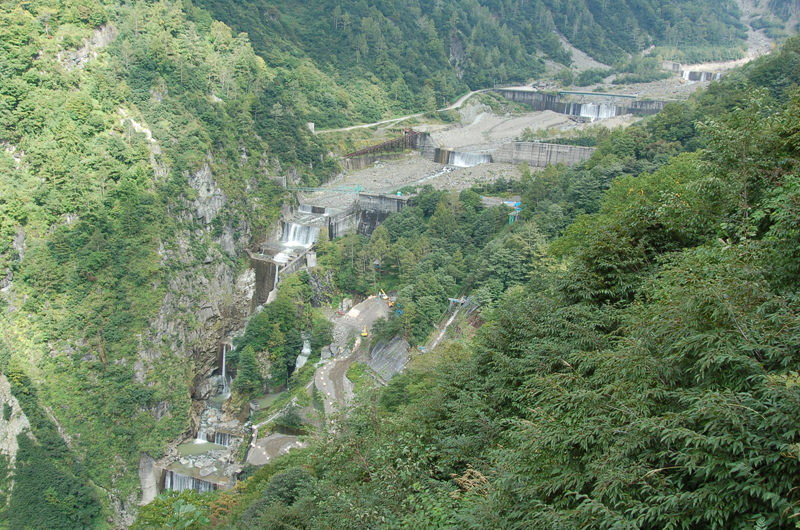
立山で長年続けられている砂防事業（富山県常願寺川流域）
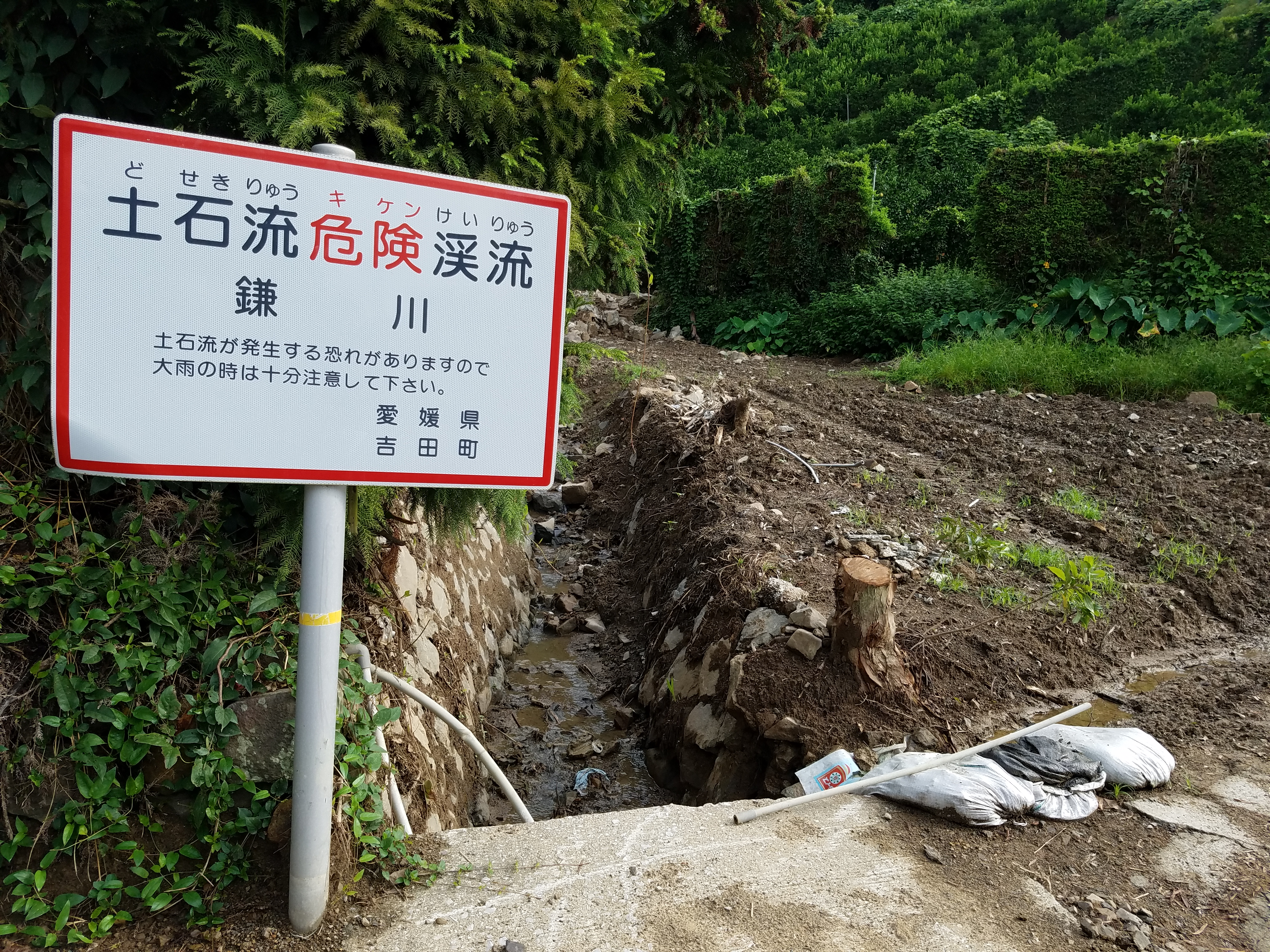
砂防事業では荒廃渓流を土石流危険渓流と呼ぶ。
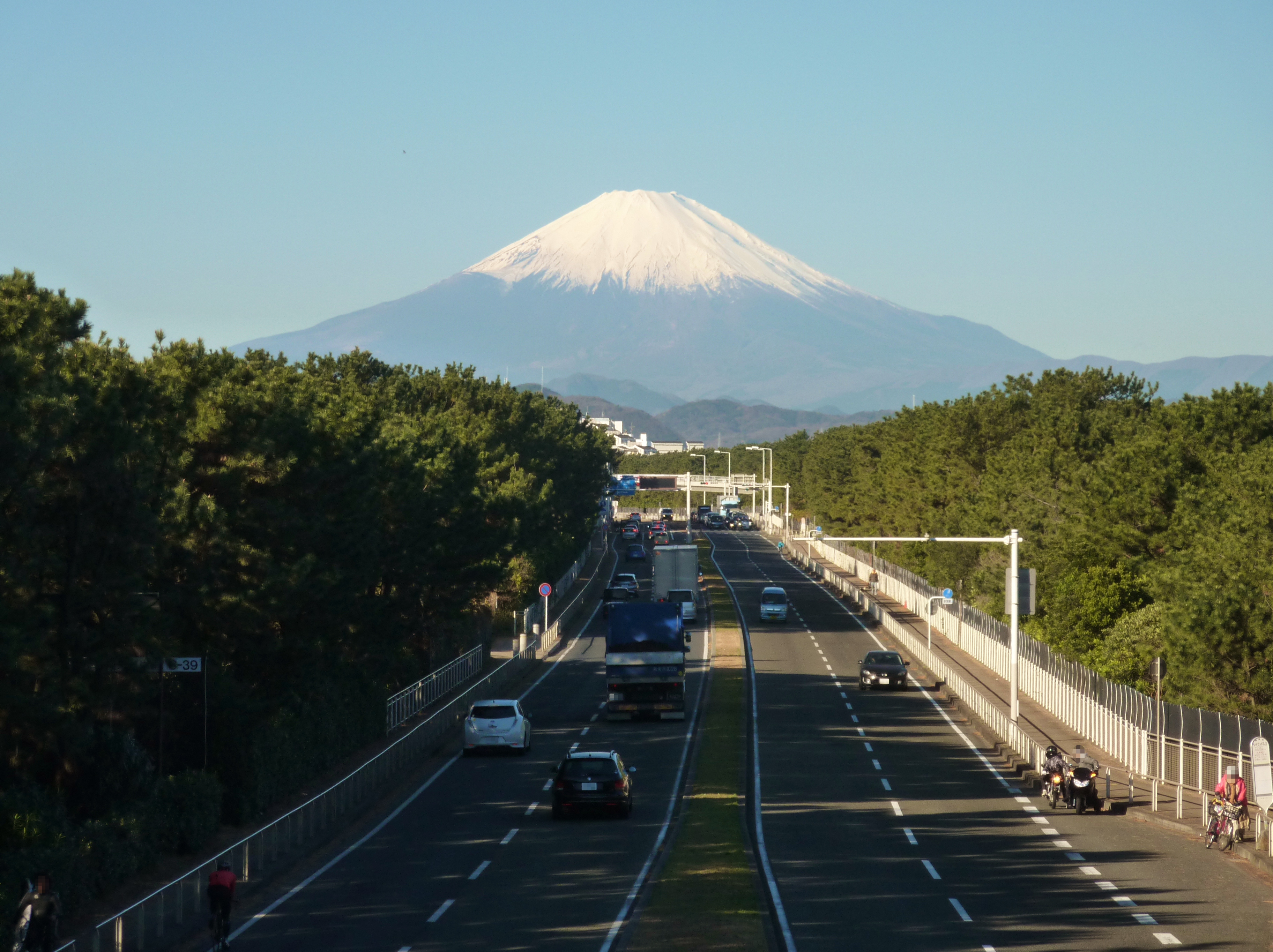
砂防事業で造成された湘南海岸のクロマツ林（神奈川県）

- 海岸法